# Polnische Fußballmeisterschaft 1924
Die polnische Fußballmeisterschaft 1924 wurde aufgrund des olympischen Fußballturniers nicht ausgetragen. Da man sich auf die Olympischen Spiele ausreichend vorbereiten wollte, wurde in einem Referendum beschlossen, die regionalen Meisterschaften erst ab August 1924, und somit nach den Olympischen Spielen, auszutragen. Dadurch blieb nicht genügend Zeit, das nationale Endrundenturnier zu spielen.
Die polnische Nationalmannschaft schied bereits in der Vorrunde nach einer 0:5-Niederlage gegen Ungarn aus dem Turnier.

## Saison
Aufgrund der fehlenden Möglichkeit in der Endrunde die nationale Meisterschaft zu gewinnen, gepaart mit dem schlechten Abschneiden bei den Olympischen Spielen, verlor die Saison 1924 an Attraktivität.
Lediglich ein Freundschaftsspiel zwischen den beiden Finalisten des Vorjahres sorgte, auch bei der Presse, für Aufsehen. Am 16. November 1924 spielten Wisła Kraków und Pogoń Lwów das Duell um die „inoffizielle polnische Meisterschaft“, welches das Team aus Lemberg erneut für sich entscheiden konnte. Die Anwesenheit von Marschall Józef Piłsudski bestätigte die Wichtigkeit dieses Freundschaftsspiels.
| Datum             |              | Ergebnis |            |
| ----------------- | ------------ | -------- | ---------- |
| 16. November 1924 | Wisła Kraków | 2:3      | Pogoń Lwów |

Quelle: